# Ašoka Veliki
Ašoka (devanāgarī: अशोक), indijski vladar, * 304 pr. n. št., Pataliputra, Maurijsko cesarstvo (zdaj Patna, Bihar, Indija), † 232 pr. n. št., Pataliputra.
Ašoka je bil vladar Maurijskega cesarstva. V času njegove vladavine se je cesarstvo raztezalo po vsej indijski podcelini in obsegalo ozemlja današnje Indije, Pakistana, Afganistana in Bangladeša. Ašoka je bil vnuk prvega vladarja Maurijskega cesarstva, Čandragupte.
Večina ohranjenih zapisov o Ašoki je iz budističnih legend, ki ga idealizirajo kot velikega vladarja. Poleg tega so ohranjeni njegovi zapisi in peščica drugih virov, katerih zgodovinska točnost je prav tako vprašljiva. Skozi stoletja je bil praktično pozabljen, odkar pa so v 19. stoletju razvozlali zapise v brahmijski pisavi, je pridobil sloves enega največjih indijskih cesarjev. Njegov levji kapitel je upodobljen v sodobnem grbu Republike Indije, v sredini indijske zastave pa je Ašokina čakra, simbol, pogosto uporabljen v njegovih odlokih.